# 사우라프 구르자르
상가(Sanga)는 본명이 사우라프 구르자르(Saurav Gurjar, 1984년 9월 26일 ~ )라고 한다. 인도의 배우, 프로레슬링선수다. 그는 현재 WWE와 계약을 맺고 NXT 브랜드에서 상가(Sanga)라는 링네임으로 활동하고 있다. 그는 TV 쇼 마하바라트의 비마 역으로 가장 잘 알려져 있다. 그는 전 국가에서 프로레슬링 금메달리스트다. 키는 205cm(6 ft 9 in)에다가 몸무게는 131kg(288 lb)이다. 2005년 프로레슬링 입문으로 밝혀졌다. 피니쉬는 초크슬램을 자주 사용을 한다. 현재는 2022년 10월 4일 WWE NXT 중에서 비어 마한이라는 마주치자 WWE 인더스 셰어 태그팀 스테이블 이라는 재구성을 하면서 활동을 중이였다가 2024년 4월 19일 WWE 방출 당한다.  

## Professional wrestling highlights
- Finishing moves
  - Chokeslam
- Signature moves
  - Cobra clutch
  - Corner high knee
  - Body avalanche
  - Body slam
  - European uppercut
  - Flapjack hangman
  - Headbutt
  - Hip Toss
  - Running elbow drop
  - Side suplex
  - Shoulder tackle
  - Snake eyes
- With Veer Mahaan
  - Finishing moves
    - Side suplex (Sanga) and Diving elbow drop (Veer) combination

  - Signature moves
    - Double body avalanche
    - Double flapjack
    - Double running big boot
    - Double side kick
- Entrance themes
  - "War of the Pharaos" by CFO$ (WWE NXT; 2020; 2022-2023; used as member of Indus Sher)
  - "Say So" by Def Rebel (WWE NXT; 2022; used in conjunction with Grayson Waller)
  - "Reload" by Def Rebel (WWE NXT; 2022)
  - "Tiranga" by Def Rebel" (WWE; used as member of Indus Sher; 2023-2024)

## 어린 시절
- 구르자르는 1984년 9월 26일 마디아프라데시 주 다브라에서 태어났다. 그는 전 국가 프로레슬링 금메달리스트였다.

## 수상
- 월드컵 오브 링 카 킹 (2012) - 스캇 스타이너, 서 브루터스 매그너스, 어비스 언드 선데이 더드